# Янка Романовський
Янка Романовський (24 серпня 1928, Мінськ — 25 червня 1974, Мінськ) — білоруський художник; племінник Янки Купали. Названий матір'ю, Леокадією Домініківною, на честь її старшого брата Янки Купали.

## Життєпис
Народився 24 серпня 1928 року в Мінську. Дитинство пройшло поруч із Янкою Купалою: від народження до 1941 року він проживав у будинку Янки Купали в Мінську та на дачі в Лівках. Це сприяло тому, що більша частина мистецької спадщини Я. Романовського була пов'язана з відображенням життя та творчості Купали. З натури він писав портрети поета, його родичів та знайомих, місця Купала в Мінську та Лівках.
Художню освіту почав у віці 11 років у Мінській студії для обдарованої молоді, де його викладачами були В. Волков та М. Керзін. У 1947 році вступив до художньої школи, яка тоді відкрилася в Мінську. З 1953 по 1959 рік навчався в Білоруському театрально-мистецькому інституті, де став художником–графіком. Член Спілки художників Білорусі Ю. Романовський неодноразово обирався до її керівних органів. З 1969 р. і до кінця життя працював художнім редактором журналу «Молодь». Нагороджений грамотою Верховної Ради БРСР.

## Творчість
Першою найпостійнішою працею Й. Романовського стала його дисертація в інституті — серія кольорових літографій на однойменну поему Я. Купали «А хто там ходить?» (1959, Національний художній музей Республіки Білорусь). Творчий шлях художника починався зі складних тематичних композицій, але згодом у своєму розвитку талант Й. Романовського набув яскравих обрисів у напрямку портрета . Він працював у різних техніках: живопис, літографія, ліногравюра, акварель, гуаш, олівець, вугілля). Був одним із перших білоруських художників, які опанували нову техніку офорту того часу, і першим, хто звернувся до портретів батьків та найближчих родичів Янки Купали.
"Янка Рамановський своїм вишуканим зовнішнім виглядом нагадував великого Купалу. Майстер психологічного портрета Янка Романовський створив особливо духовний, особливо білоруський образ Янки Купали " — Ригор Барадулін.
«Орач, що пасе хмари», «Простота і щирість — ось яким був наш Янка. Однак не простота межує з простотою, а не щирість, яка при близькому знайомстві близька. Це була висока простота розумного, ніжного чоловіка, за яким відчувалася порода, розумна щирість багатої натури, яка завжди приховує нещасний випадок» . «Віра Палтаран». «Талант людської доброти».

## Вибрані твори
- портрет Я. Купали (1958, полотно, олія, Державний літературний музей Янки Купали)
- «Янка Купала на пивоварні», «Янка Купала в Петербурзі», «Янка Купала на оборонній лінії під Москвою». 1941 " (1959, кольорова літографія, композиційні портрети)
- «Янка Купала та Якуб Колас у Мінську», «Янка Купала на Волзі». 1942 "(1960, офорт, Державний літературний музей Янки Купали)
- портрети А. Міцкевича (1954), Я. Коласа (1960), батьків Я. Купали Д. Луцевича (1960) (живопис, музеї Я. Купали)
- «Янка Купала з молодістю» (1962, полотно, олія, Державний літературний музей Янки Купали)
- портрети В. Дуніна–Марцінкевича, Тітки, Я. Коласа, З. Бедули, К. Крапіви, М. Линькова, К. Чорного, П. Бровки, Маура (графіка)
- графічні листи (папір, вугілля) на теми творів Купали: вірші: «Бондарівна»(1952, 1959), «Зима»(1955, 1957), «Могила лева» (1956, 1959), «Тарасова доля» (1958) та ін.
- медаль та значки, присвячені 90–річчю Купали та Якуба Коласа